# Lomamyia flavicornis
Lomamyia flavicornis är en insektsart som först beskrevs av Walker 1853.  Lomamyia flavicornis ingår i släktet Lomamyia och familjen Berothidae. Inga underarter finns listade i Catalogue of Life.